# Juan José Gárate
Juan José Gárate y Clavero (Albalate del Arzobispo, 11 de julio de 1869-Madrid, 3 de julio de 1939) fue un pintor español de origen aragonés, que matizó su obra con pinturas de costumbres, retratos y paisajes. Fue conservador del Museo de Zaragoza.

## Biografía
Nacido el 11 de julio de 1869  en la localidad turolense de Albalate del Arzobispo, en su juventud se matricula en la Escuela de Bellas Artes de Zaragoza donde con apenas doce años dibuja a lápiz un retrato de Alfonso XII, cuando éste vino a la inauguración del ferrocarril de Canfranc. Como pintor regionalista, resaltó de forma luminosa y cariñosa los paisajes y rincones así como las costumbres típicas aragonesas.
En 1884 el Ayuntamiento de Zaragoza y la Diputación de Teruel acuerdan concederle dos pensiones de 450 pesetas anuales, lo que le facilita el acceder a la Real Academia de Bellas Artes de San Fernando de Madrid. Dos años más tarde, en 1886, la Diputación de Teruel reconoce su trabajo y le concede una pensión de 4.000 pesetas anuales durante cuatro años, para que continúe sus estudios en Madrid, que pasarán por el Museo Nacional de Pintura. Tras su paso por estas instituciones el mismo Gárate solicita una pensión para continuar sus estudios durante dos años en la Academia Española de Bellas Artes de Roma. Dicha pensión se le concede, al presentar la obra La muerte de Diego Marcilla, y comienza a estudiar en esta escuela poco tiempo después, siendo discípulo de Francisco Pradilla.
A partir de 1895 la carrera de Gárate comienza a ser reconocida internacionalmente obteniendo varias medallas en la Exposición General de Bellas Artes en Berlín y en la Exposición Universal de París (1905). Obtiene del mismo modo el Gran diploma de honor en la Exposición Hispano-Francesa de 1908 en Zaragoza y la Medalla de oro de la Exposición Nacional de Panamá de 1916. Dos años después la Diputación de Zaragoza decide nombrarle profesor de Colorido y Composición de los estudios superiores en la Academia de Bellas Artes y en 1909 es confirmado como profesor especial interino de Concepto del Arte e Historia de las Artes Decorativas de la Escuela Superior de Artes e Industrias de Zaragoza.
A partir de 1911 tras sus numerosos viajes a Alemania e Italia, se instala finalmente en Madrid, donde expone con una gran repercusión regularmente obteniendo reconocimiento público y siendo sus lienzos publicados en varios medios, para los que en alguna ocasión también él firma artículos. El rey compra la obra Copla Alusiva, premiado con segunda medalla en la Exposición Nacional de Bellas Artes de 1904, con destino al museo de Arte Moderno. En su cuadro Canal de Venecia (1911-1912), está representada una dama, su esposa Gloria López Manzanares, sobre una góndola.
Cultivó con reiterada facilidad el tema regional en su versión más costumbrista y el paisaje de rincones típicos y embellecedores de todo Aragón, interpretados con vibrantes efectos luminosos y abundantes empastes, a veces estridentes, que recuerdan el estilo paisajístico de Muñoz Degrain. En el género del retrato, individual o colectivo, destaca su cuadro Vista de Zaragoza (1908).
Juan José Gárate muere atropellado por un tranvía en Madrid, el 3 de julio de 1939.

## Galería

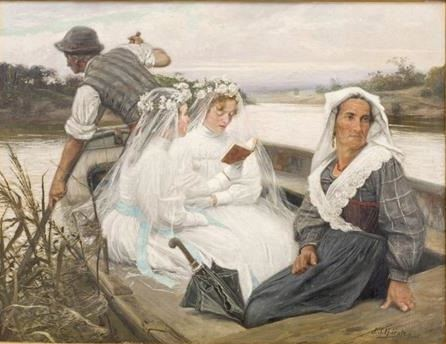
La primera comunión (Mujeres en barcaza).
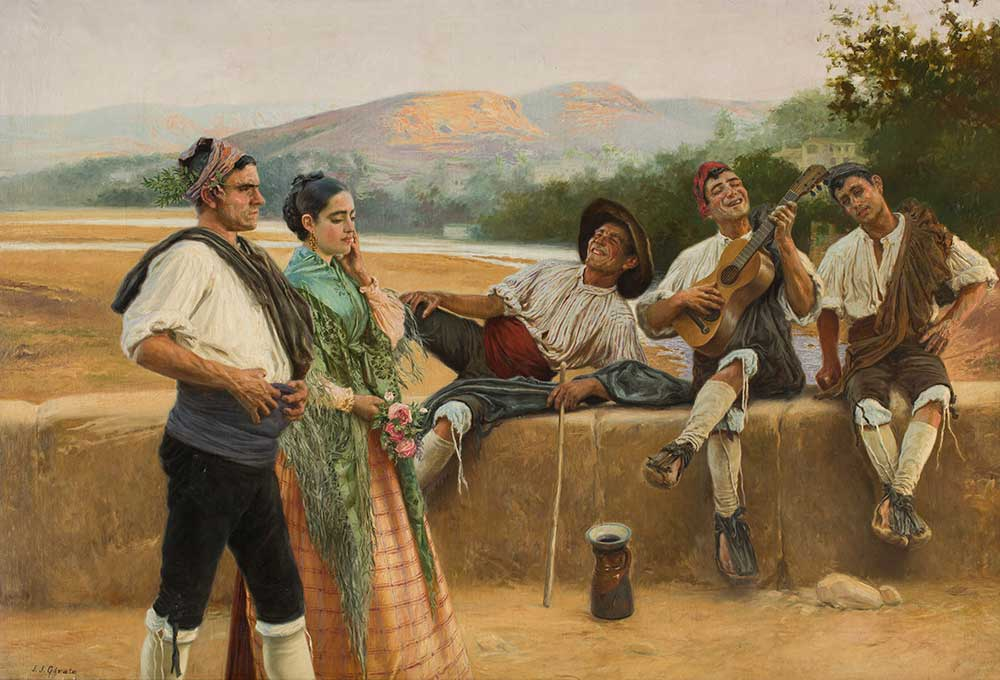
Copla alusiva, 1904.
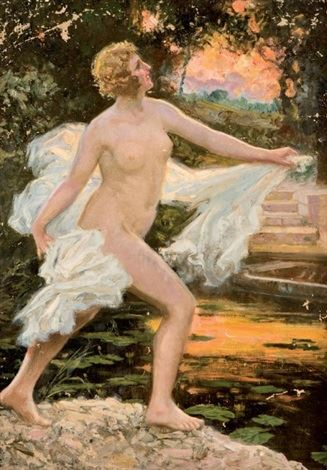
Alegría.
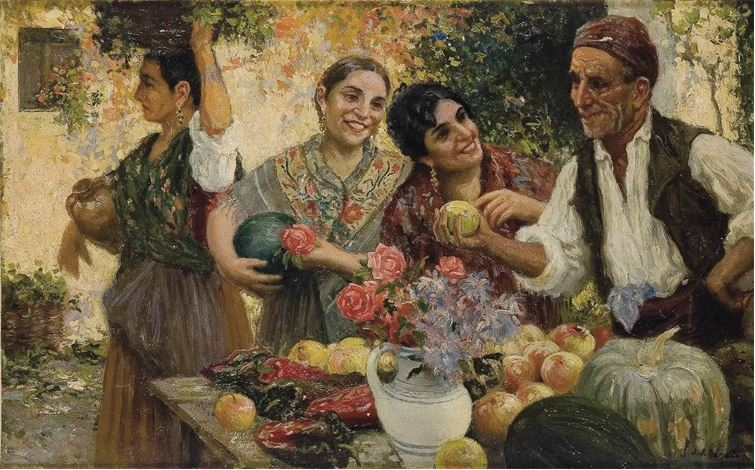
Costumbres de Aragón, 1929.
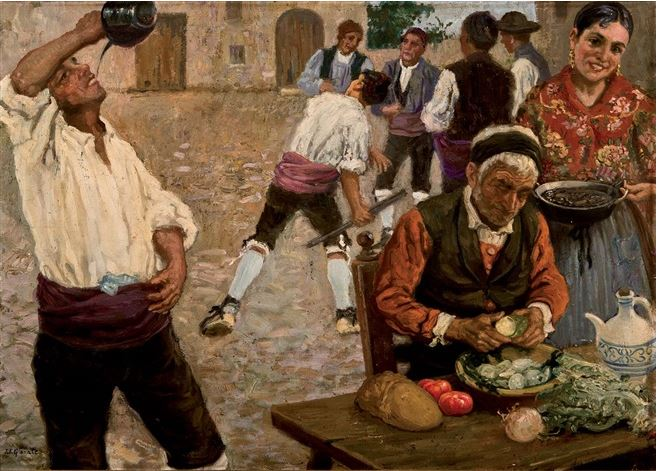
Fiesta en el pueblo y juego de la Barra.
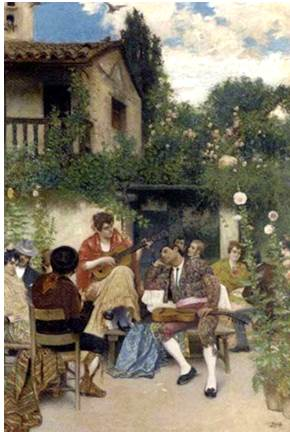
Una serenata flamenca, 1895.